# Splittring
Splittring är en svensk dramafilm från 1984, skriven, producerad och regisserad av Muammer Özer.

## Rollista (urval)
- Nils Eklund - Ömer, fadern
- Gunvor Pontén - Leyla, modern
- Dominik Henzel -  Kemal, storebror
- Martin Östby - Metin, lillebror
- Ulrica Örn - Gül, systern
- Svea Holst - kvinna i parken
- Gunnar Mosén - Sophämtare
- Annmari Kastrup - Karin, Kemals flickvän